# جون ترولوب
جون ترولوب (بالإنجليزية: John Trollope)‏ هو مدرب كرة قدم ولاعب كرة قدم بريطاني في مركز الدفاع، ولد في 14 يونيو 1943 في Wroughton ‏ في المملكة المتحدة. لعب مع سويندون تاون.

## وصلات خارجية
- جون ترولوب على موقع قاعدة بيانات كرة القدم.إي يو (الإنجليزية)
- جون ترولوب على موقع Soccerbase.com (لاعب) (الإنجليزية)